# 鄒容烈士紀念碑
鄒容烈士紀念碑是位于重庆市渝中区菜园坝街道南区路南区公园的一座纪念碑，于1946年为纪念中国近代革命家邹容而建立。现为重庆市文物保护单位。

## 设计
纪念碑位于两路口邹容公园（原名南区公园），周围树木茂密，其南、西、北三面被南区公园路环绕。纪念碑由青峡石砌筑，为上小下大的八角形塔式石碑，呈斜坡形，通高5.53米，碑座高1.17米，每面宽0.83米。碑的东、南、西、北四面，均用隶书镌有“邹容烈士纪念碑”七个鎏金大字。碑座亦呈八角形，八面皆镌刻碑文。碑文为隶书，是根据章太炎1922年为营建上海邹容墓所撰写的《赠大将军邹君墓表》一文略加修改而成，主要叙述了邹容生平。碑座落款为：“重庆市市长张笃伦敬立  中华民国三十五年。”

## 历史
邹容，原名邹绍陶，1885年生于四川巴县（今属重庆市渝中区），1902年赴日留学，后投身反清革命运动，写就流传甚广的《革命军》等著作，宣传革命思想。后因苏报案而入狱。1905年4月3日邹容在剩下七十天刑期时病逝于狱中，年仅20岁。
1941年召开的国民党第五届中央执行委员会第八次会议决定，在重庆为邹容建立纪念碑。工程由“汉鸿顺”营造厂承建，于1943年3月奠基，1946年1月26日动工修建，同年6月29日落成。
中华人民共和国成立后，邹容烈士纪念碑曾受到破坏。1981年为纪念辛亥革命70周年，重庆市人大常委会决定对邹容烈士纪念碑进行维修，重庆市文化局按照原设计进行了整修。
1985年7月25日，重庆市举行纪念邹容诞辰100周年活动，中共重庆市委书记兼市政协主席廖伯康、四川省政协副主席李维嘉代表全川、重庆各界，向纪念碑献花圈，邹容的嗣孙女邹传德、嗣孙儿邹传参也给邹容献了花圈。2005年，纪念碑所在的南区公园更名为邹容公园。2025年4月3日，邹容逝世120周年之际，重庆市在纪念碑展开了纪念活动。
邹容烈士纪念碑于1962年2月18日作为建国先烈墓的子项目被列為重慶市第一批文物古蹟保護單位，1983年12月1日被列為原重慶市第一批市級文物保護單位，1991年4月16日公佈為四川省第三批省級文物保護單位，2000年9月7日被列為第一批重慶市文物保護單位。